# Lindenhöfer Bach
Das Naturschutzgebiet Lindenhöfer Bach liegt auf dem Gebiet der Stadt Hatzfeld im Landkreis Waldeck-Frankenberg in Hessen.
Das etwa 92,4 ha große Gebiet, das im Jahr 1995 unter der Kennung 1635055 unter Naturschutz gestellt wurde, erstreckt sich südwestlich der Kernstadt Hatzfeld entlang des Lindenhöferbaches. Die drei Teilgebiete liegen nordwestlich, nördlich, südlich und südwestlich des zur Stadt Hatzfeld gehörenden Weilers Lindenhof. Unweit des nordwestlichen Gebietsrandes verläuft die Landesgrenze zu Nordrhein-Westfalen.